# Ànec mulard

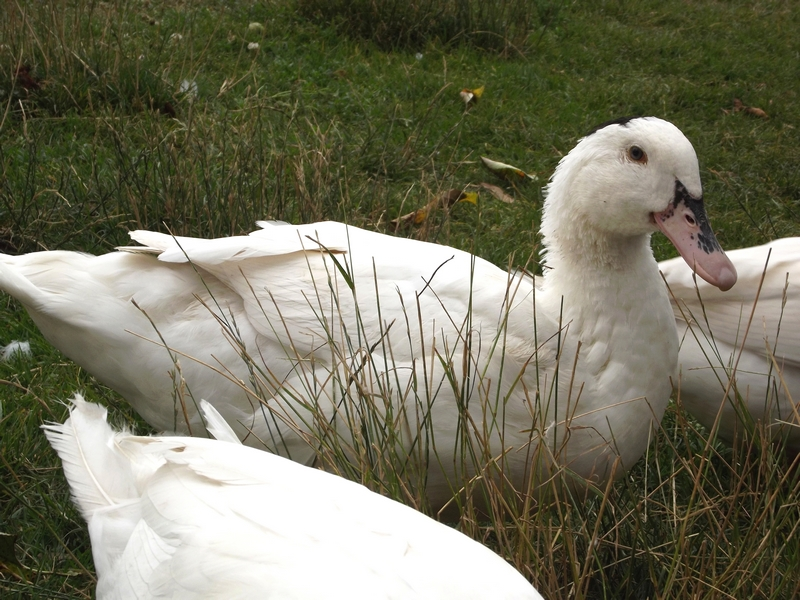
Ànec mulard

L'ànec mulard (o mulard) és un ànec domèstic que és un híbrid estèril de l'ànec mut i l'ànec xerraire. Per tant, aquest ànec no és un híbrid entre diverses espècies sinó entre diversos gèneres: (Cairina moschata i Anas platyrhynchos domestica). La majoria es produeixen mitjançant la inseminació artificial

## Producció
El mulard es produeix comercialment en granges per aprofitar la seva carn i el foie gras. Aquests híbrids mostren el característic vigor híbrid i són animals resistents i calmats.
El seu període d'incubació té una mitjana de 32 dies. Els mulards femelles tendeixen a aprofitar-se per la seva carn i els mascles pel foie gras. Prefereixen estar dins l'aigua com ho fan els ànecs de Pequín.
A partir de la dècada de 1960, la majoria del foie gras del món el produeixen els ànecs mulards i no pas les oques, més grosses i agressives, com era tradicional.
A França, l'any 2007, hi havia 35 milions d'ànecs mulards i només 800.000 oques. També es crien en grans quantitats al sud-est asiàtic.

## Galeria

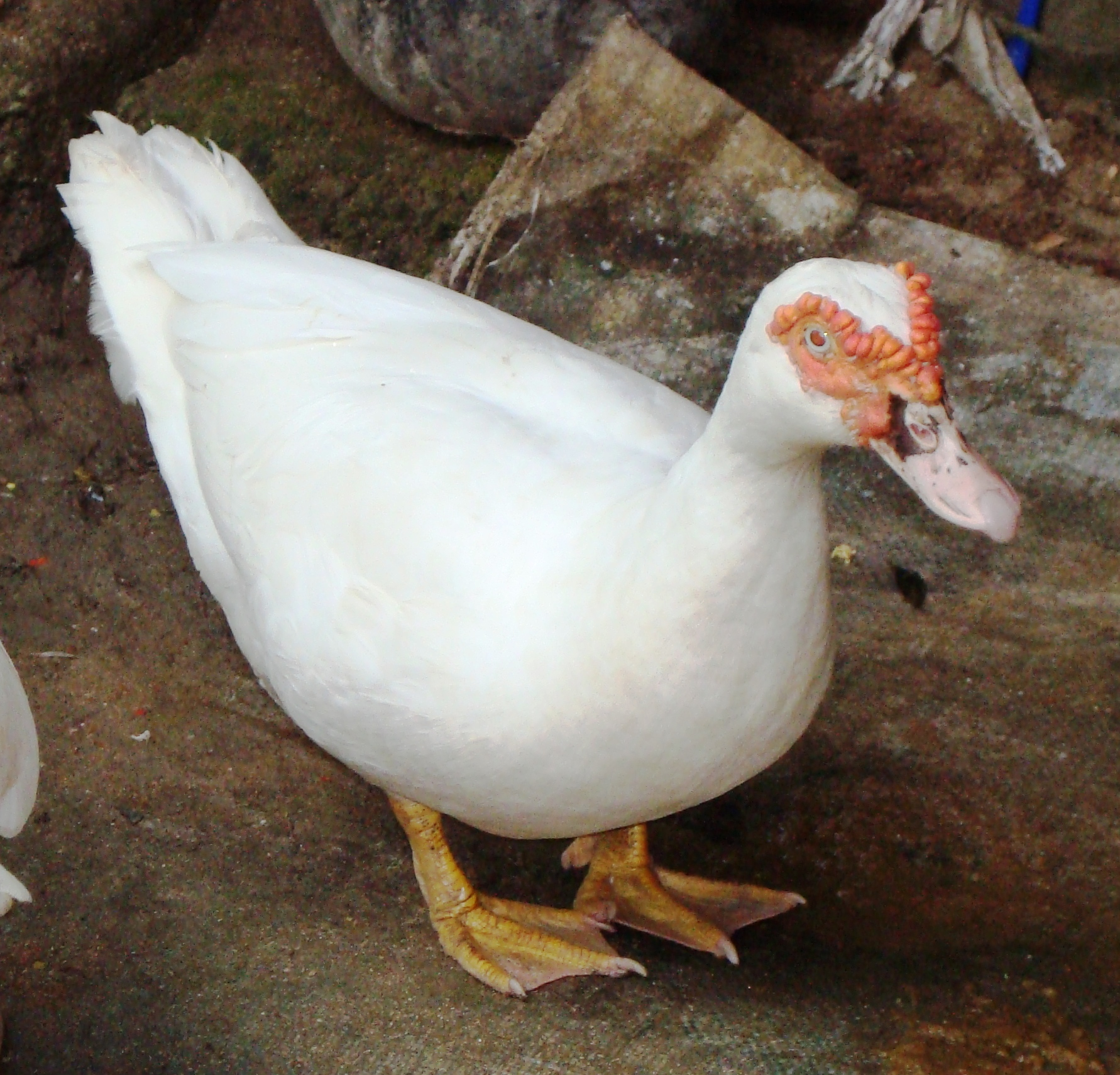
Ànec mut
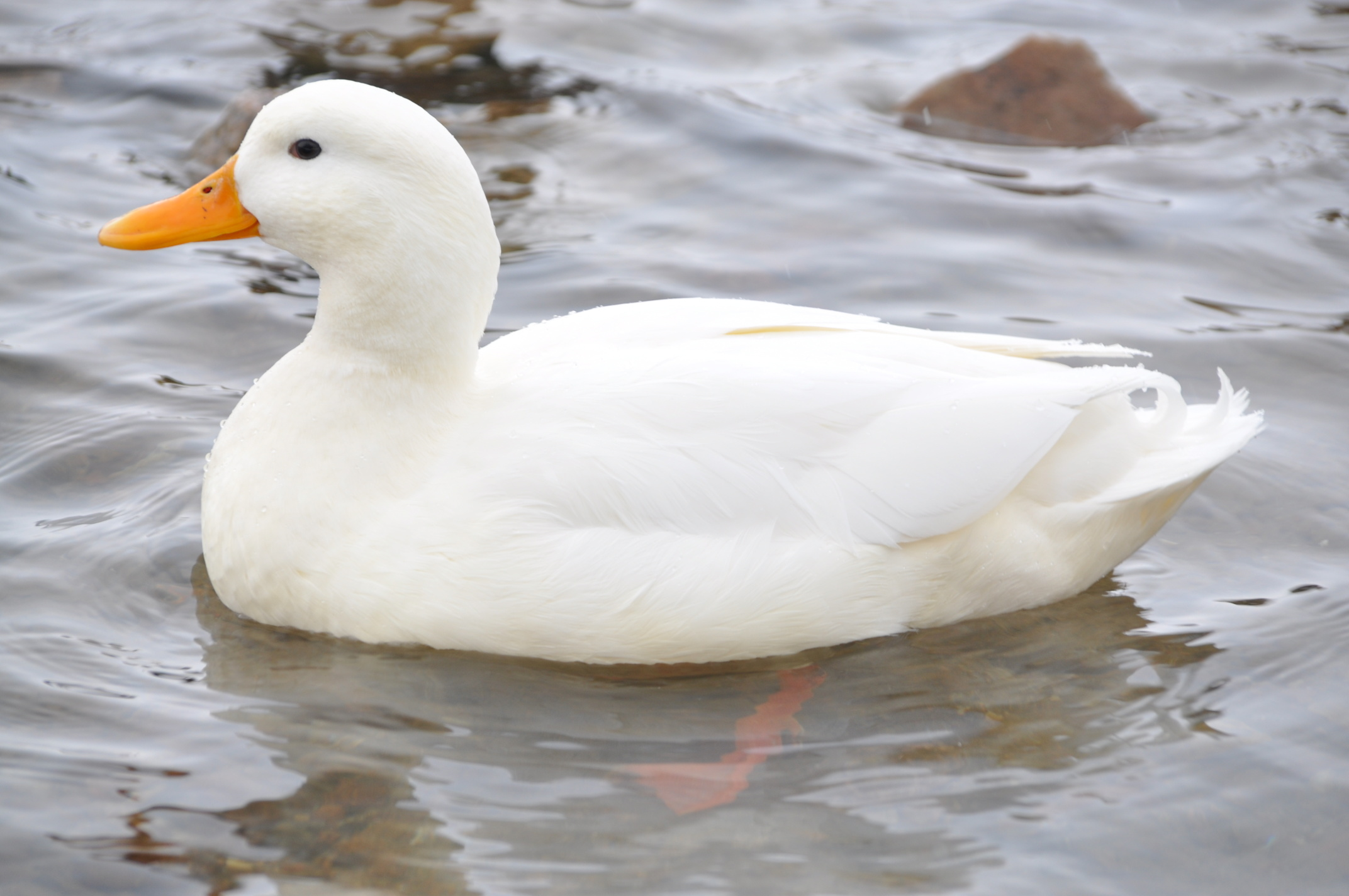
Ànec de Pequín
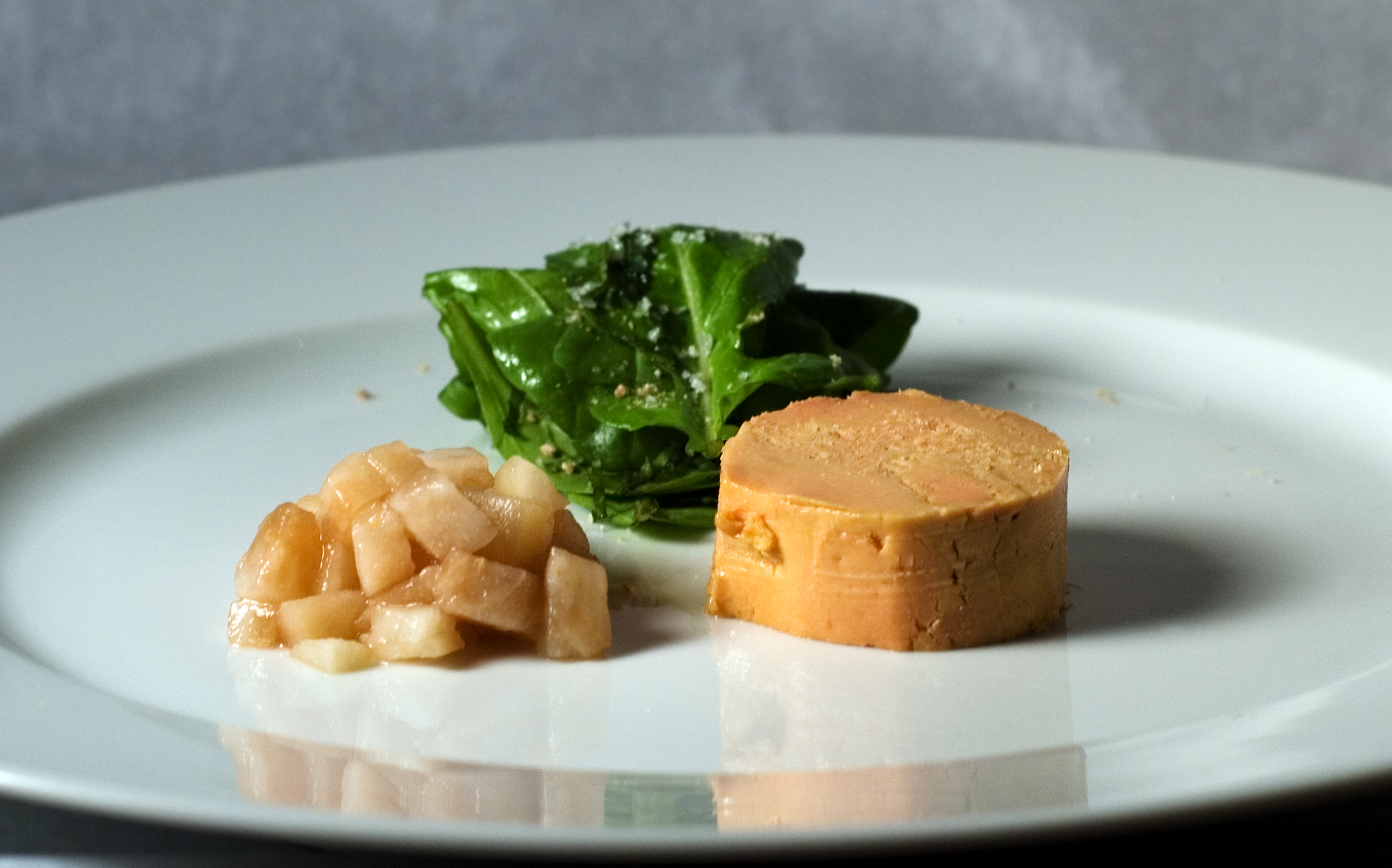
Foie gras d'ànec mulard amb peres
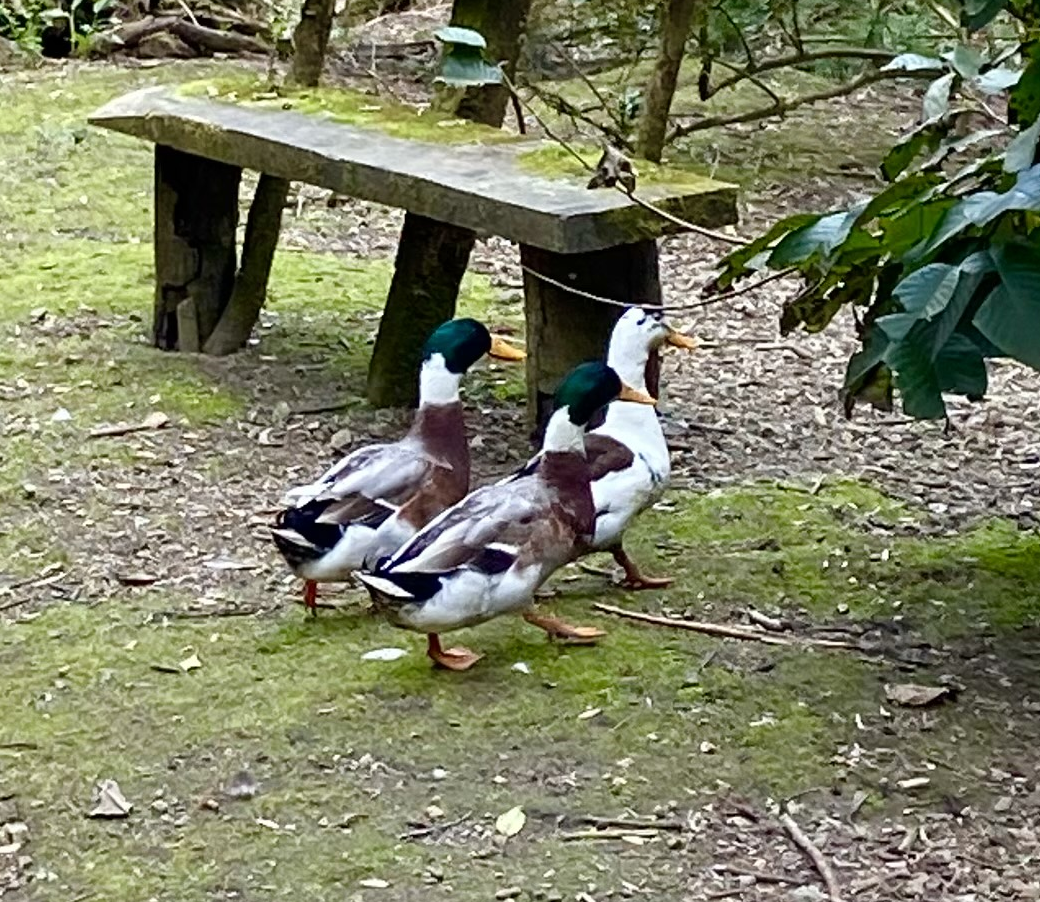
Ànecs mulards productes del creuament d'un ànec mut (Cairina moschata) i un ànec collverd (Anas platyrhynchos) salvatge.